# Dodge Intrepid (1998)
La Dodge Intrepid est une automobile de classe routière fabriquée par Dodge de septembre 1998 à août 2004. Elle était destinée à remplacer la phase I de l'Intrepid des années 1990.

## Historique
- Septembre 1997 : lancement du modèle.
- Août 2004 : arrêt définitif de la production.

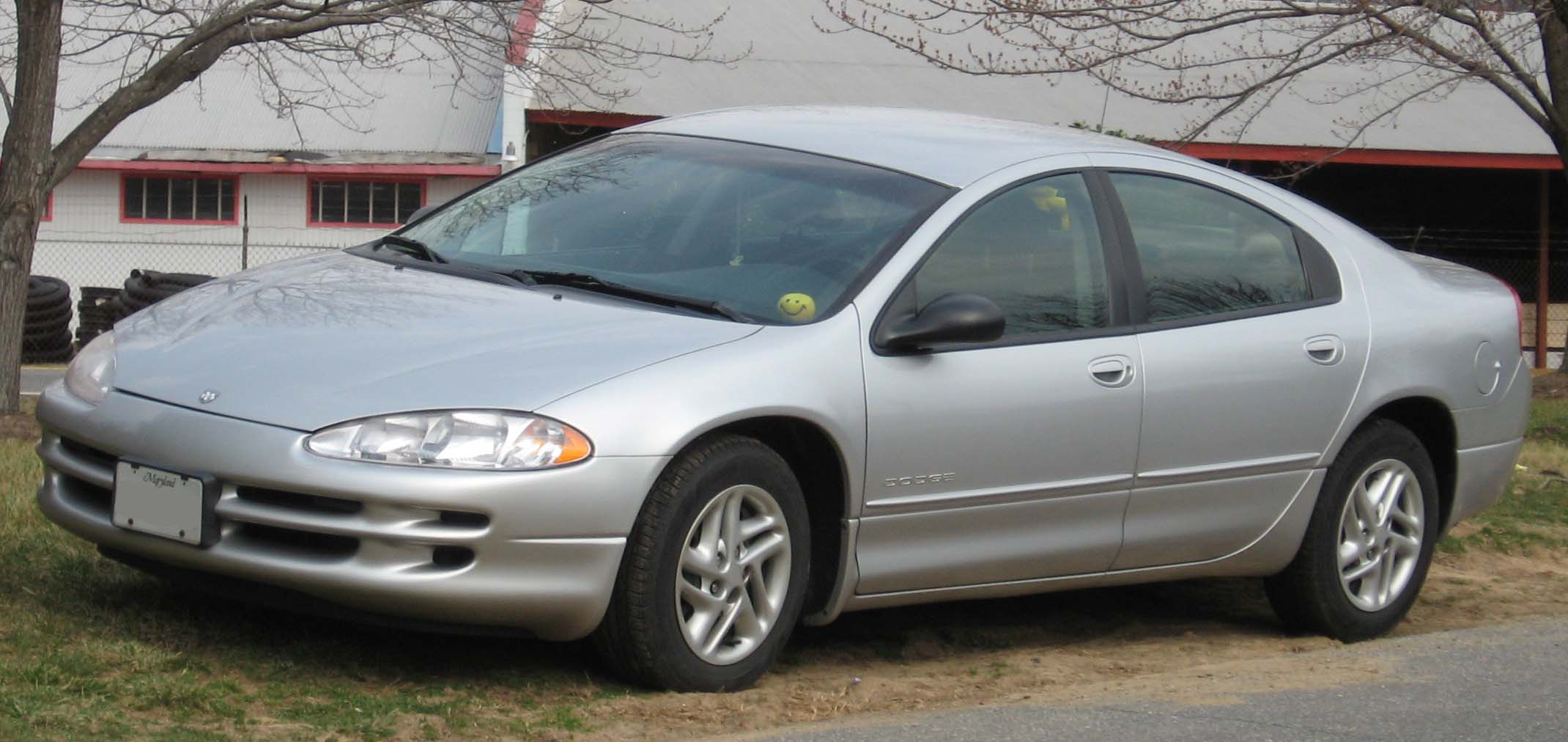
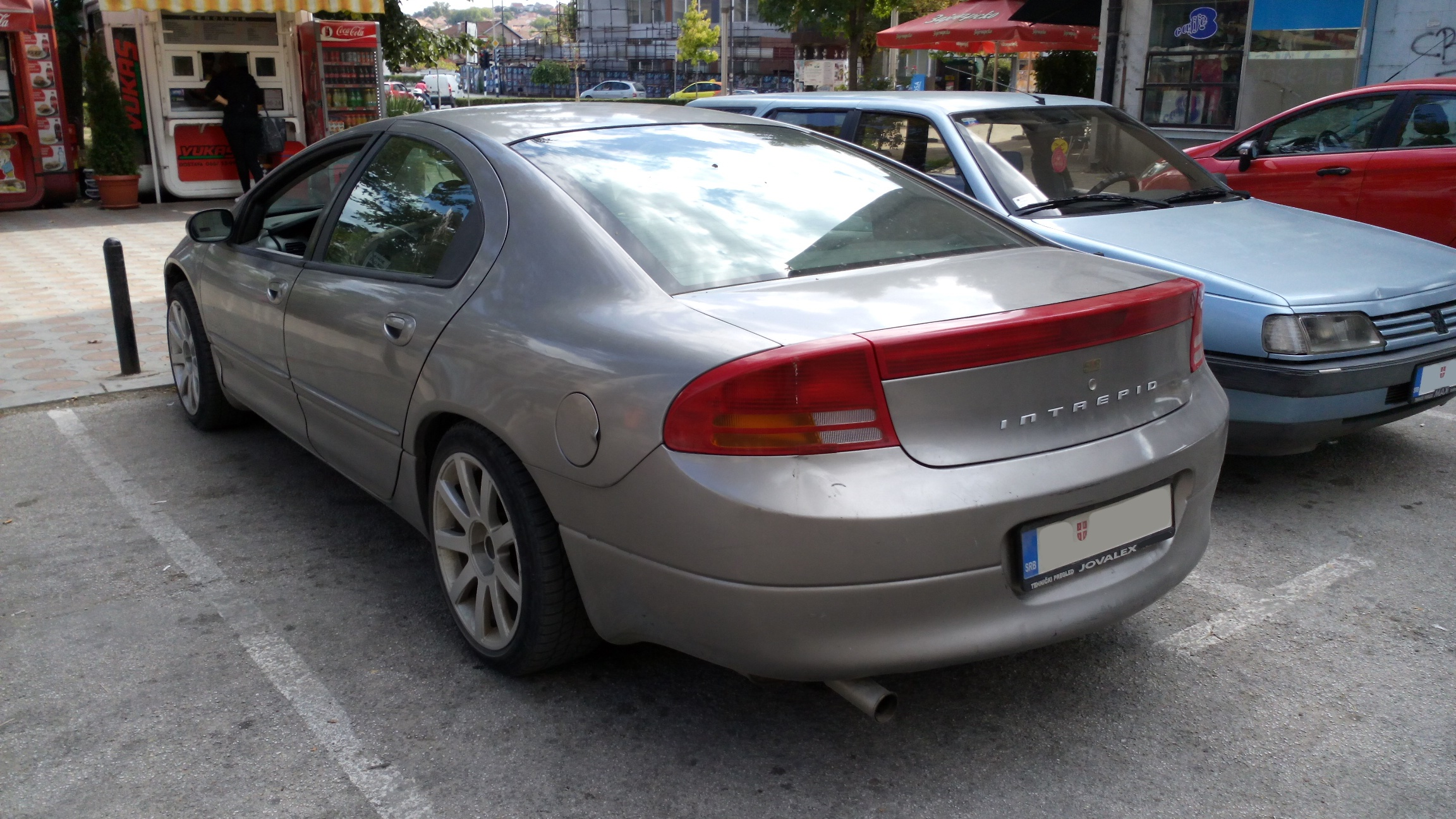

## Les différentes versions
Légende couleur : Essence

### Les versions spécifiques

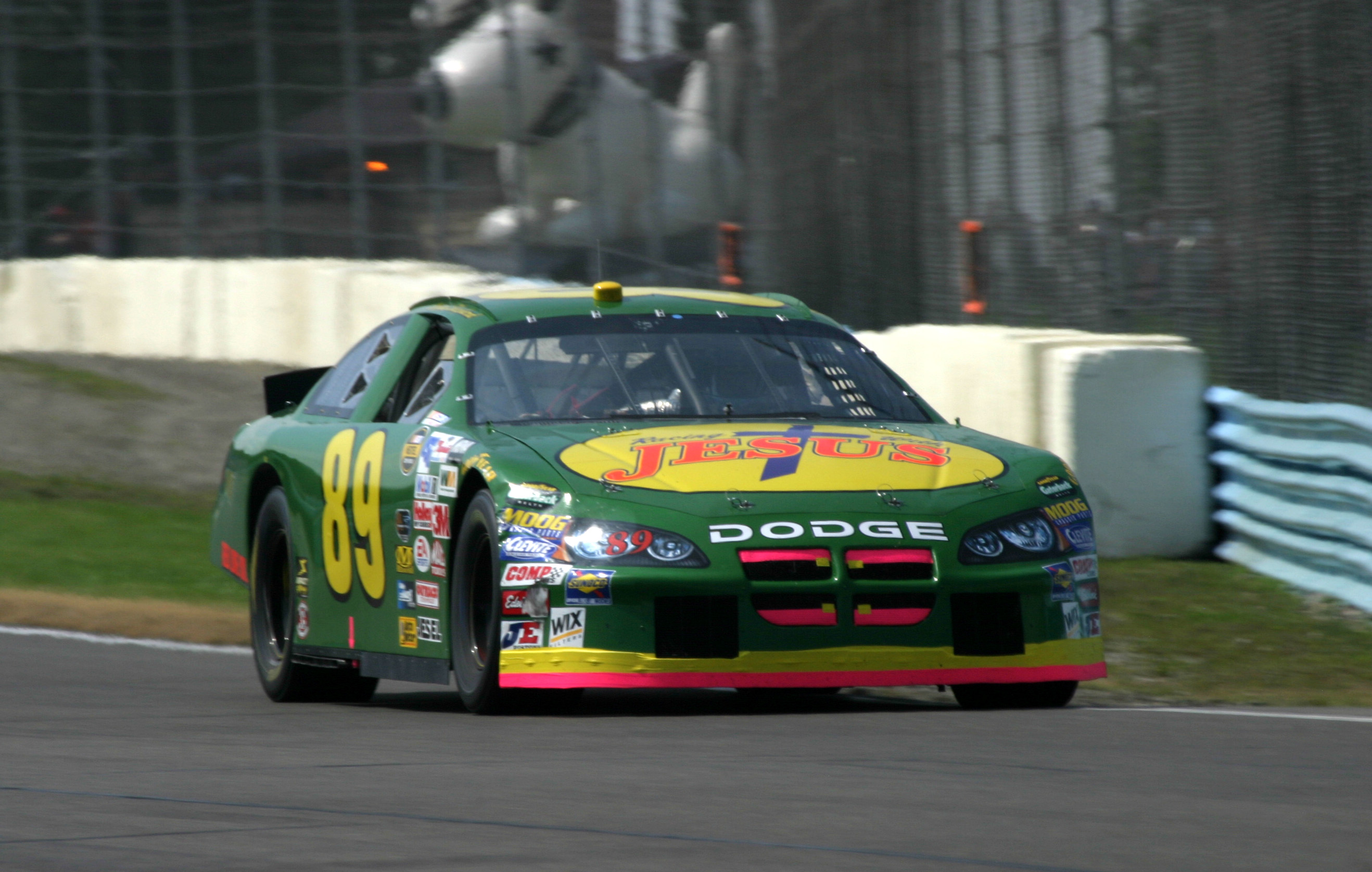
Dodge Intrepid (NASCAR).

- Dodge Intrepid (NASCAR) : version destinée aux courses de NASCAR.
- Dodge Intrepid Police Interceptor : version destinée aux forces de police.

## Caractéristiques

### Dimensions

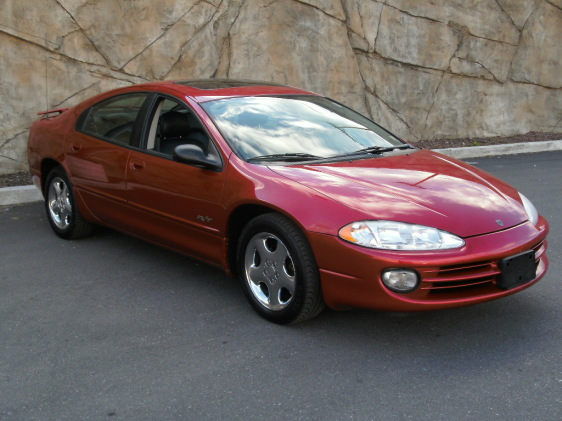
Dodge Intrepid RT.

|                             | Dodge Intrepid (1998 - 1999) | Dodge Intrepid (2000 - 2001) | Dodge Intrepid (2002 - 2004) |
| --------------------------- | ---------------------------- | ---------------------------- | ---------------------------- |
| Longueur                    | 5 174 mm                     | 5 174 mm                     | 5 174 mm                     |
| Largeur (sans rétroviseurs) | 1 897 mm                     | 1 895 mm                     | 1 897 mm                     |
| Hauteur                     | 1 420 mm                     | 1 420 mm                     | 1 420 mm                     |
| Empattement                 |                              |                              |                              |
| Coffre                      |                              |                              |                              |
| Rayon de braquage           |                              |                              |                              |
| Masse à vide                | 1 552 kg                     | 1 552 kg                     | 1 552 kg                     |
| PTAC                        |                              |                              |                              |
| Réservoir                   |                              |                              |                              |

### Chaîne cinématique

#### Moteurs
L'Intrepid a eu deux motorisations essence différentes de six cylindres lors de son lancement. Elle en a eu en tout six de disponible (tous en essence). Plus aucun ne sont disponibles car plus commercialisés.
| Modèle                               | Construction      | Moteur + Nom                       | Cylindrée         | Performance                   | Couple                | 0 à 100 km/h | Vitesse maxi | Consommation + CO2    |
| ------------------------------------ | ----------------- | ---------------------------------- | ----------------- | ----------------------------- | --------------------- | ------------ | ------------ | --------------------- |
| Intrepid - 2.7 (boîte automatique 4) | 09/1997 - 08/2004 | 6 cylindres en V Chrysler LH EER   | 2 736 cm3 (2,7 L) | 150 kW (204 ch) à 5800 tr/min | 258 N m à 4850 tr/min | ... s        | ... km/h     | ... L/100 km ... g/km |
| Intrepid - 3.2 (boîte automatique 4) | 09/1997 - 2001    | 6 cylindres en V Chrysler SOHC EGW | 3 231 cm3 (3,2 L) | 168 kW (228 ch)               | 305 N m               |              |              |                       |
| Intrepid - 3.5 (boîte automatique 4) | 1999 - 08/2004    | 6 cylindres en V Chrysler SOHC EGJ | 3 518 cm3 (3,5 L) | 174 kW (236 ch) à 6000 tr/min | 327 N m à 4400 tr/min |              |              |                       |
| Intrepid - 3.5 (boîte automatique 4) | 1999 - 2001       | 6 cylindres en V Chrysler SOHC     | 3 518 cm3 (3,5 L) | 180 kW (245 ch)               |                       |              |              |                       |
| Intrepid - 3.5 (boîte automatique 4) | 2001 - 2003       | 6 cylindres en V Chrysler SOHC     | 3 518 cm3 (3,5 L) | 182 kW (247 ch)               |                       |              |              |                       |
| Intrepid - 3.5 (boîte automatique 4) | 2003 - 08/2004    | 6 cylindres en V Chrysler SOHC     | 3 518 cm3 (3,5 L) | 186 kW (253 ch)               |                       |              |              |                       |

#### Boites de vitesses

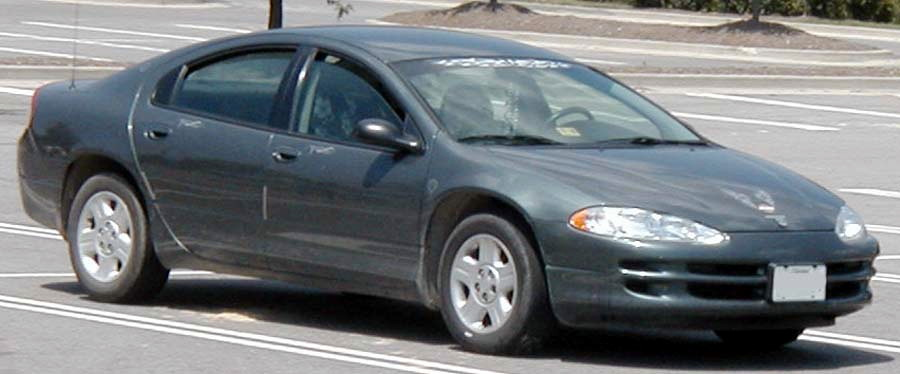

L'Intrepid sera équipée d'une boite de vitesses automatique à quatre rapports uniquement, nommée Ultradrive A606/42LE.
|        | Régime de ralentie | Vitesse de croisière | Vitesse maxi | Régime maxi  |
| ------ | ------------------ | -------------------- | ------------ | ------------ |
| Neutre | 670 tr/min         | -                    | -            |              |
| 1ère   | -                  | Au pas               | 69 km/h      | 6 050 tr/min |
| 2ème   | -                  |                      | 128 km/h     | 6 300 tr/min |
| 3ème   | -                  |                      | 206 km/h     | 6 400 tr/min |
| 4ème   | -                  |                      |              |              |

## Dans la culture populaire

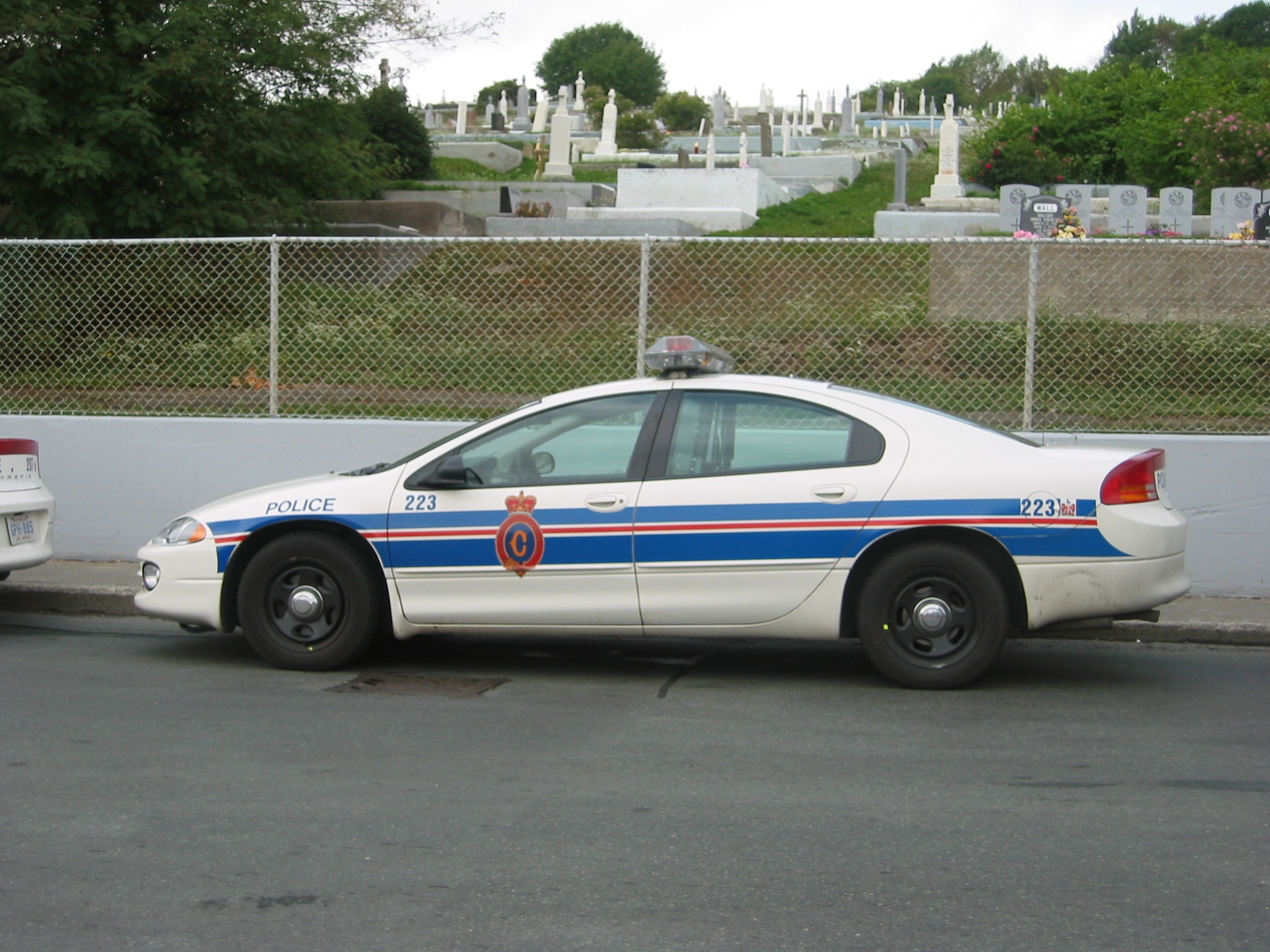
Dodge Intrepid Police Interceptor

- NCIS : Enquêtes spéciales : visible dans pratiquement tous les épisodes des saisons 1 et 2[1].